# 卢南史
卢南史（?—?），唐朝官员。
他本来是魏博节度使田悦的部下，四镇之乱的时候，田悦派他和裴抗去见幽州节度使朱滔。朱滔怨恨田悦出尔反尔，一度将卢南史和裴抗囚禁，后来将他们释放。成德节度使王武俊归顺朝廷，攻打魏州，朱滔来救，派马寔、卢南史引回纥、契丹来攻打王武俊、李抱真。田悦被堂兄弟田绪杀死，田绪根基不稳，卢南史和曾穆劝说田绪：“虽然用兵尚武，但也要遵循仁义，才会成功。现在幽州兵肆意屠掠，白骨盈野，虽先仆射（田悦）辜负朱滔之恩，但百姓何罪！昭义、恒冀正一起攻打朱滔，不如归顺朝廷。陛下正流亡在外，听到魏博使者前来一定高兴，官爵马上就能被赏赐。”田绪听从了他们的建议，遣使带着表章前往行在，自己防守魏州，等待朝命。
后来四镇之乱平定，卢南史入朝为侍御史，因事贬信州员外司马。至信州，按例分配厅吏一人，每月可领纸笔钱，前后五年，得钱一千贯。卢南史以官职闲冗，放厅吏回家，收纳他的纸笔钱六十余千钱。刺史姚骥弹劾卢南史贪赃，又弹劾他买铅烧黄丹。唐德宗派遣监察御史郑楚相、刑部员外郎裴澥、大理评事陈正仪充任三司使，同去审问。将行之前，召到延英殿，对他们说：“卿等必须详细审查，不要漏罪或者衔冤。”三人将要退下，裴澥独留上奏：“臣查看姚骥奏状，称卢南史取厅吏纸笔钱共六十余贯，虽有违公法，论事并非巨蠹。”德宗说：“此事也不是太过，不知烧铅怎么样？”裴澥说：“烧铅为丹，法令不禁。按照天宝十三载敕，铅、铜、锡不许私家买卖货易，是为了防私铸钱，本来没说烧铅为丹。卢南史违敕买铅，不得无罪。臣认为陛下自登宝位，自天宝、大历以来，未曾派三司使至江南；现在忽然为此小事，令三司使前去，不只是损耗州县，也怕远处听说，各怀忧惧。臣听说开元年间张九龄为五岭按察使，有录事参军告张九龄非法，朝廷只派大理评事前去调查。大历年间，鄂岳观察使吴仲孺与转运使判官刘长卿有争执，吴仲孺上奏刘长卿贪赃二十万贯，当时只派监察御史苗伾前去调查。现在姚骥所奏至事不大，臣堪当此任，即请独往，恐不用三司使并行。”德宗同意了。再召郑楚相、陈正仪与裴澥同坐，说：“朕懵于理道，处事未精，刚才裴澥所奏，深合事宜，也不用三人都去，卿等去告诉宰臣改敕。”卢南史不获深罪，后得召还。